# 大龍峒福壽宮
25°04′29″N 121°31′16″E / 25.074836°N 121.521028°E
大龍峒福壽宮，是位於臺灣臺北市大同區重慶里、敦煌路人行道上的土地祠，先後因興建淡水線、臺北市職業訓練中心及拓寬敦煌路而遷移。

## 歷史沿革

門牌是敦煌路2-1號。

據當地人陳傳所言，福壽宮的土地公石像刻製於道光年間，原由他曾祖父陳國安等地方人士建廟供奉。同治二年（1863年），艋舺的莊士用奉獻一個石製香爐。1900年因興建淡水線鐵路，在鐵路西側重建。
廟曾位在今為臺北市職業訓練中心的土地上，該地與明倫國小校地原為大地主陳傳所有。1971年5月24日，臺北市政府在首長會報中決定徵收明倫國小邊2700餘坪的學校預定地，設置職訓中心。廟宇在某位老議員的安排下，遷移到敦煌路底。林衡道曾推薦對臺灣土地公廟歷史有興趣者，可去佛頭港景福祠、小南天福德爺祠、艋舺福德宮、及位在大龍峒的土地廟參觀。
1982年初，市府拓寬及延長敦煌路至鐵路邊，重慶里民集資新台幣120萬元，將廟宇挪到敦煌路邊重建，該年11月完工。廟宇佔用了職訓中心的土地、部分人行道，共占市產面積達300餘平方公尺。隨著捷運的施工，加上臺北市立兒童育樂中心的人潮，敦煌路南側、福壽宮附近交通惡化。佔據人行道的廟方被市府列為強制催討對象。
1997年3月19日上午，時任臺北市長的陳水扁由議員藍美津陪同前會勘。藍美津陳情說，福壽宮並非有意占用市產，且福壽宮是重慶里、保安里民的信仰中心及社區聯誼中心，不論是從保存歷史文物或是鄰里交誼觀點出發，都應該保留。陳水扁同意在影響交通不大的情況下可保留，但占用人行道部分應拆掉階梯等。對此，時任《聯合報》記者的董智森撰文批判陳水扁同意勞工局撤回對福壽宮告訴，是向單一議員示好，不利市政。
大同區慶安社區發展協會創辦人林伸龍曾對此廟作過文史調查工作。